# Aquelarre (banda)
Aquelarre fue una banda argentina de rock formada en 1971 por Rodolfo García (batería y voz), Emilio del Guercio (bajo y voz), Hugo González Neira (teclados y voz) y Héctor Starc (guitarra y voz), en la que dos de sus integrantes, exmiembros de Almendra, Rodolfo García y Emilio Del Guercio, aportaron una base rítmica muy sólida, complementada con el sonido vertiginoso e impactante en la guitarra de Héctor Starc y el teclado blusero de Hugo González Neira.

## Historia

### El debut

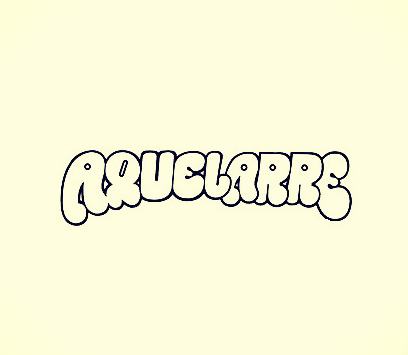
Logotipo de la banda.

En 1970, tras la separación de Almendra, su baterista, Rodolfo García, le propuso al guitarrista Héctor Starc crear una nueva banda. La formación de dicha banda se completaría con otro exintegrante de Almendra, el bajista y cantante Emilio Del Guercio, con quien empezaron a ensayar ese mismo año. Por entonces, Starc participaba de otro proyecto, el Héctor Starc Trío, del que eran parte Black Amaya y Machi Rufino. Previo a eso, se había hecho una reputación en las zapadas, ganándose su famoso apodo de "Bola de Ruido", según la Revista Pelo, "una adjetivación que le endilgaron por su insistente, tumultuosa forma de tocar".
Como trío aun sin nombre se presentaron en junio en el ciclo de Música Beat, en el teatro IFT. Al poco tiempo participaron en un evento en el Parque Lezama, organizado por el Centro de Artes y Ciencias, llamado Recital de las Antorchas, que terminó con una intervención policial. En septiembre se presentaron en el teatro Margarita Xirgu bajo el nombre de rock Experimental con músicos invitados, entre los que se contaba Hugo González Neira, quien había trabajado junto a Litto Nebbia. A partir de ahí, Hugo pasó a integrar el grupo a cargo de los teclados. Quedó así conformado un grupo cuyos cuatro integrantes componían y cantaban. Las letras y la voz de Emilio del Guercio San Martín evocaba los mejores momentos de Almendra. Y el canto bluseado del tecladista González Neira le daba a Aquelarre un colorido especial.
En 1971, durante la segunda edición del B.A. rock, Starc brindó conciertos junto a sus dos grupos, aunque su proyecto junto a García, Del Guercio y González Neira todavía no tenía nombre. Aun así, su actuación fue tan comentada en los ambientes hippies de la época que los colocó en la primera plana del rock nacional, lugar que confirmaron al cerrar el año con un recital en el cine Pueyrredón de Flores junto con Spinetta, Edelmiro Molinari y Gabriela. En ese recital, el 18 de diciembre, el grupo ya se llamaba Aquelarre. "Aquelarre, su música puede ser la gran revelación, no sólo de un nuevo sonido, sino de una flamante etapa de maduración y seriedad dentro del rock argentino."
El 17 de marzo de 1972 el cuarteto se presentó por primera vez bajo el nombre Aquelarre, en el Teatro Lorange de Buenos Aires. Poco después editarían su primer disco, Aquelarre. Un disco compuesto por 6 temas con una duración cercana a los 40 minutos en total. Los temas son extensos, con densos e intrincados desarrollos instrumentales. La guitarra Gibson Les Paul distorsionada de Héctor Starc le dan el tono distintivo al trabajo. La reseña de la Revista Pelo fue inmejorable:

Todo el disco respira un aire de prolijidad (por momentos excesivo seamos sinceros), pero una prolijidad no demasiado habitual dentro de la progresiva local. No por eso perdieron el alma, un toque de pasión —amor que se trasluce en las letras: desde la naturalidad de "Cantemos tu nombre" al surrealismo hermético pero filtrable de "Canto". En general la temática del álbum traspasa la barrera de la experiencia íntima, personal (muchas veces desenfocada) de los intérpretes, para ubicar el mundo de los amigos, de la infancia, del compromiso, en definitiva de la objetiva realidad circundante de un coetáneo de hoy. Las labores individuales son difíciles de destacar o valorizar en una formación compacta como la que Aquelarre está logrando. Segura-mente llamará la atención por lo nuevo el clavicordio de González Neira (desde Ciro Fogliatta probablemente el mejor tecleador argentino), pero no es menos eficaz la feliz conbinación rítmica que por momentos logran Del Guercio y Starc, ya anticipada en las zapadas que realizaron juntos aún antes de formar Aquelarre. García es quizás el más pulcro y meticuloso de los cuatro: una batería precisa, desapercibida cuando tiene que serlo y presente con todo en los momentos de fuerza. Este disco es muy importante para la consolidación de Aquelarre como grupo y como imagen necesaria dentro del rock, pero seguramente es más importante para el movimiento en general, mucho más allá de que haya opiniones contrarias o no demasiado entusiastas; su importancia se va a comprobar con el tiempo. Así como algunos años atrás hubo grupos que señalaron un camino. Aquelarre puede llegar a hacerlo también y quizás con más claridad en un ya necesario segundo long play. Los trabajos esbozados en este primer álbum dan la sensación de que el grupo no se termina allí, o que tiene que esperar un tiempito para madurar nuevas cosas. Son seis temas y el oyente esperaría tres o cuatro más. El grupo posee un repertorio más amplio, quedó demostrado en los recitales. Pero en las grabaciones parecen crecer, multiplicarse en la creación. Quizás por el esmerado trabajo que realizaron en los estudios, meticulosidad que ya fue comentada en números anteriores. Esa técnica es probable que arrastre opiniones a enjuiciar cierta frialdad en la música que transmite el disco. Si se lo separa en porciones puramente académica es probable esa conclusión. Pero el resultado total de lo hecho, el sentimiento del long play rebasa con autenticidad esos límites. Es indudable que estamos caminando por otros caminos, que son una herencia de los errores del pasado, y un resultado del refinamiento de ciertos resortes. La confección del álbum por ejemplo (una doble tapa impresa en negro) demuestra imaginación sin efecticismo y un sentido poco usual de lo necesario sin ostentación de fotos, ni colores de super estrellas. Todo indica que estamos transitando por una nueva etapa en el rock: por los grupos, los recitales, los discos como éste. Pero eso es un reflejo de que existe una vocación general por cambiar la cosa. Ellos también lo dicen: Oigan, vayamos a luchar, la historia se murió."
Revista Pelo, abril de 1972.

Décadas después, a partir de las reediciones en CD primero, y posteriormente la digitalización y las plataformas de streaming, fenómenos todos que hicieron despegar el disco de su carácter de "rock nacional argentino" y lo hicieron accesible a oyentes de  todo el mundo, terminó convirtiéndose en un trabajo de culto, especialmente para los fans del rock psicodélico. Internacionalmente se lo valora como un disco de gran calidad surgido en un país y en un momento en el que los músicos no contaban con mucha información, y aun así su sonido resulta comparable a obras de rock de vanguardia del mundo anglosajón o de la Europa continental. La página especializada Prog Archives describe su música como "un sofisticado rock'n'roll psicodélico con momentos impresionistas, arreglos artísticos y motivos surrealistas"" y los miembros del foro lo calificaron con 4.01 estrellas (sobre un puntaje máximo de 5).
A mediados de año, los Aquelarre se habían juntado con Litto Nebbia, Color Humano y Gabriela con la intención de crear una productora independiente, A.M.A.R., (Agrupación de Músicos Argentinos de rock), donde trabajaban todos democráticamente para organizar recitales y manejar la prensa. 
El resto de aquel año de 1972 Aquelarre fue ganándose un creciente número de seguidores hasta el punto de llenar cada uno de sus conciertos y grabar un segundo disco sólo seis meses después del primero. Dicho álbum, llamado Candiles, fue recibido de manera entusiasta por la prensa especializada. No está tan orientado al sonido "heavy - psicodélico" como el debut, sino más al rock progresivo. Puede decirse que la diferencia está en la base de las composiciones: mientras en el disco homónimo, todo se construía a partir de la guitarra explosiva de Héctor Starc, en Candiles predomina la sutileza y variedad de efectos de los teclados de González Neira. Igualmente, Candiles contiene grandes jams de guitarra, especialmente en el instrumental Patos Trastornados. En los momentos más melódicos, la banda trata de dejar la experimentación y crear canciones, con una notable influencia de Almendra, primera banda en la que participaron Emilio del Guercio y Rodolfo García. Los arreglos vocales a múltiples voces y la inclusión de la flauta en Hermana Vereda  trae a la mente la canción Figuración, también obra de Del Guercio. 
El tercer disco, Brumas, ya deja atrás las influencias psicodélicas y de blues rock pesado, para adoptar un sonido progresivo con infuencias folk y jazz. El pináculo del álbum es Milagro de pueblo, el tema que abre el lado B.

### Consagración y final

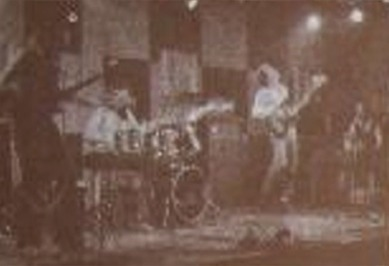
Aquelarre en directo en España (1976)

El momento de mayor popularidad para Aquelarre fue en 1975 con la edición del álbum Siesta. Se trata de un disco menos roquero y más melancólico, con un marcado clima pastoral, tanto en su sonido como en sus letras. La naturaleza está presente, de una u otra manera, en todas las canciones del disco. Tienen mayor presencia las armonías vocales, haciendo resaltar la presencia de Emilio Del Guercio por sobre  las de sus compañeros.  Se trata de un disco más melódico que sus primeros trabajos y con sutilezas instrumentales, como los teclados vintage (Fender Rhodes y Hohner clavinet) que le agregan un fondo jazzero a la mezcla. Brillan sobre el resto el folk intimista de “Canto Cetrino” y la elaborada y compleja “Cacería en el Bosque”, una canción de casi ocho minutos de duración que va atravesando una variedad de climas sonoros. 
Una de las canciones del álbum, «Savia de los aromos», tiene como destinataria a Mirta, la mujer con la que el guitarrista Héctor Starc compartió 18 años de matrimonio y es la madre de sus hijas. Ella, que en ese momento no se mostró interesada en el músico, inspiró esta canción.
Aquelarre pudo esquivar la censura de la dictadura cívico-militar que se iniciaría pocos meses después de la salida del disco. "A nosotros no nos censuraban porque las letras eran demasiado inteligentes como para que las entendiesen los milicos", comentó Starc en 1998. En la contraportada del LP original se incluyen las letras de todas las canciones. No obstante, entre la lista de canciones que las radioemisoras tenían prohibido difundir, se encontraba una de Aquelarre: "Violencia en el Parque", que en ese momento sólo estaba disponible en un simple de 1973.
Ya antes de que Siesta se pusiera a la venta, la banda decidió iniciar una gira por España. «Estábamos a punto de disolvernos. El viaje salvó el grupo porque allá no éramos más estrellas, no había plomos y teníamos que cargar todo nosotros mismos. Esas cosas hicieron que nos uniéramos de vuelta», reconoce Starc (E.Abalos, pág 118). Pero en 1977 Aquelarre regresó a Buenos Aires para brindar el concierto despedida en el Luna Park, con Carlos Cutaia en reemplazo de González Neira, editando, a su vez, un disco con sus mejores éxitos. Hubo además tiempo para sus últimos recitales de despedida en la ciudad de Montevideo, Uruguay, los días 14,15 y 16 de marzo de 1978. Poco después, García y Starc formarían Tantor, un grupo de jazz-rock junto al bajista Machi Rufino.

### Reencuentros
En diciembre de 1996, Aquelarre brindó un concierto en el marco de la muestra "rock nacional: 30 años", organizada por Rodolfo García. Ese acontecimiento restableció el vínculo entre los integrantes del grupo y los impulsó a iniciar una larga serie de ensayos privados en la casa del propio García. El resultado fueron cuatro funciones en el Teatro Presidente Alvear en diciembre de 1998, durante las cuales se grabó el material que integraría Corazones del lado del fuego. En 1999 se presentaron cinco veces en el Teatro Maipo.
El 23 de octubre de 2004, Héctor Starc festejó sus cuarenta años de trayectoria con un show que estuvo plagado de invitados y que tuvo su momento más emotivo con la reunión de Aquelarre.
En noviembre de 2006 el sello Acqua Records reeditó Aquelarre, Candiles y Corazones del lado del fuego, por entonces descatalogados. En octubre de 2008 el mismo sello editó una caja recopilatoria que incluye todos los discos originales de la banda, simples, outtakes, tomas en vivo, dos videos y un libro con fotos.
El 17 de abril de 2013, durante la presentación de su primer disco solista en El Roxy, Héctor Starc se reunió con sus excompañeros de Aquelarre para interpretar algunos temas del grupo.

### Autoría
Los miembros de Aquelarre acordaron acreditar la autoría de todos los temas a la banda en su conjunto, más allá de la autoría real de los mismos. Esto provocó sorpresa ya en la época: "Aquelarre ha evitado la enfermedad característica de la mayoría de los conjuntos argentinos: el vedettismo. Nadie, dentro de este flamante cuarteto, opera en beneficio del lucimiento personal"".
Con posterioridad se ha conocido la autoría real de algunos temas. Starc ha contado que "Parte del día" y "Aniñada' son temas suyos, en tanto que compuso la música de "Mirando adentro", mientras que la letra es de Emilio del Guercio. "Violencia en el parque", según Starc, es el único tema compuesto por todos los miembros.

## Discografía

### Estudio
- Aquelarre (1972)
- Candiles (1973)
- Brumas (1974)
- Siesta (1975)

### Simples
- Violencia en el parque / Ceremonias para disolver (1973)
- Pájaro de la locura / Mujer en edad (1974)

### Vivo
- Corazones del lado del fuego (1999)

### Recopilatorios
- Lo mejor de Aquelarre (1977)
- Otras pistas (2008)
- Box Set (2008)